# Måkeskjæret
Måkeskjæret est une île norvégienne du comté de Hordaland appartenant administrativement à Bergen.

## Description
Måseskjæret se peuple dès 1804 avec une résidence d'été. À la fin du XIXe siècle, le reste de l'îlot est agrandi. De nos jours, un immeuble moderne occupe l'îlot qui s'étend sur environ 717 m de longueur pour une largeur approximative de 341 m. 